# 西布魯克 (喬治亞州)
西布魯克（英語：Seabrook）是位於美國喬治亞州利柏提縣的一個非建制地區。該地的面積和人口皆未知。

## 地理
西布魯克的座標為31°44′37″N 81°19′43″W / 31.74361°N 81.32861°W，而該地的平均海拔高度為9米（即30英尺）。